# Cañón de Guadalupe

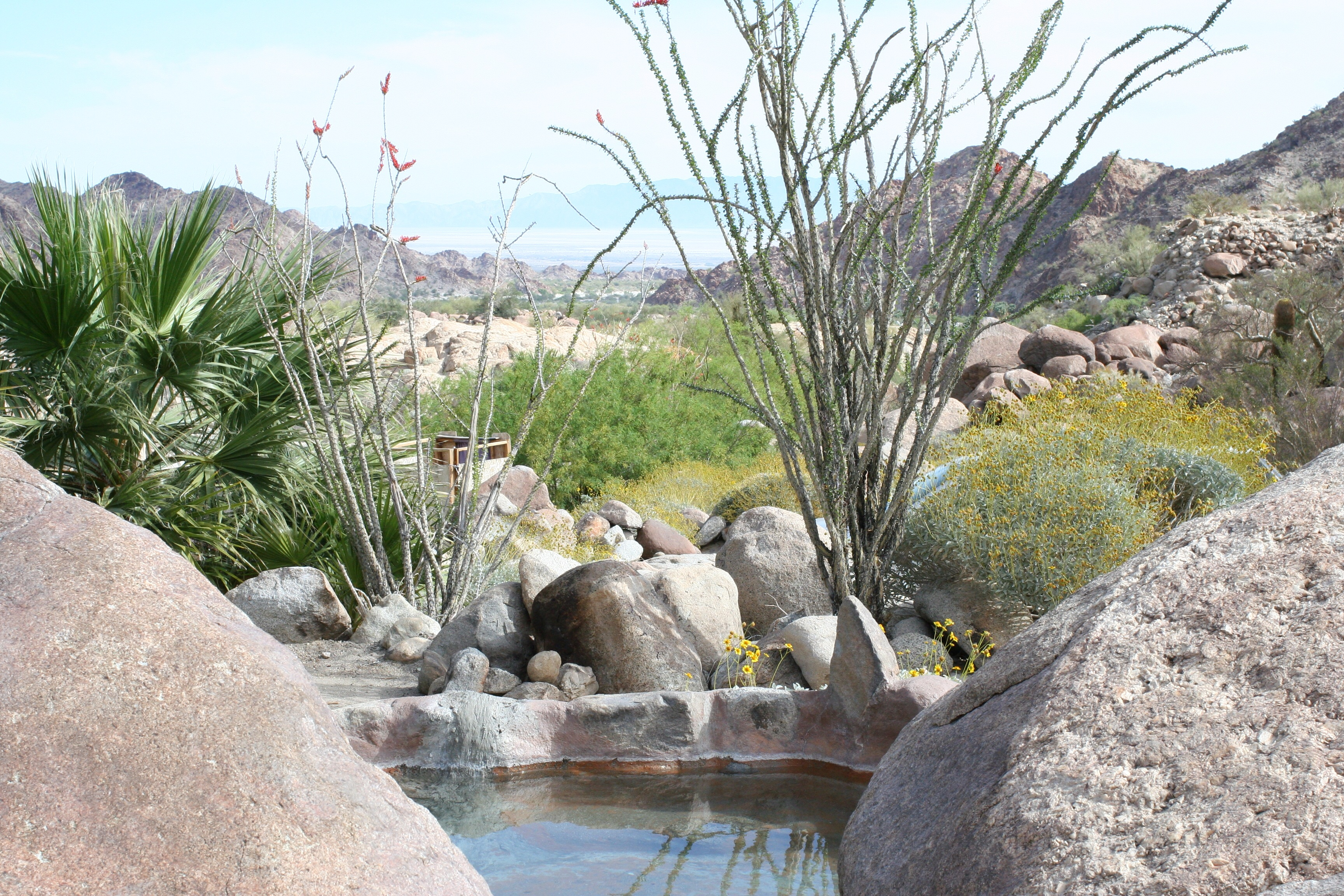
Flora y piscina de agua termal en el Cañón de Guadalupe, en el municipio de Tecate B.C. México

El Cañón de Guadalupe es cañón donde corre agua del arroyo y se forma un oasis. Adicionalmente hay aguas termales por manantiales geotérmicos en la falda este y zona rocosa de la Sierra de Juárez, y en el extremo oeste de la Laguna Salada, localizado cerca de la ciudad de Mexicali, Baja California, México. Para ir, se viaja por 28 kilómetros por la carretera Federal 2, que va de Mexicali a Tijuana que luego debe tomar la desviación al sur de camino de terracería por 52 kilómetros, en la zona de la Laguna Salada. 
El un sitio privado por lo que se cobra una cuota.El agua mineral termal está liberada a través de un número de manantiales que desvía el flujo a través de  acueductos hacia las rocas y algunas pequeñas piscinas construidas para el deleite de los turistas. Las aguas termales fueron utilizadas por personas indígenas de origen Cucapá desde hace muchos años antes de que más recientes colonos llegaron.
Para ingresar, se recomienda un guía con experiencia, los cuales pueden ser contratados, inclusive agencias especializadas en excursiones. No se recomienda en verano ya que las altas temperaturas entre 45 y 50 °C son frecuentes y han puesto en peligro de muerte a muchas personas y ha habido muchas personas perdidas y fallecidas, incluyendo a algunos militares que realizaban prácticas.

## Perfil de agua y geografía
El agua alcalina emerge en 52 °C (125 °F). Los manantiales están localizadas en Sierra de Juárez en el Cañón de Guadalupe. En algunos abrigos rocosos cercanos hay algunos petroglifos, una cueva utilizada por antiguos pueblos indígenas, un baño de barro, pequeños chapoteaderos, senderismo, áreas para acampar y áreas de escalado . La vista es espectacular, para los que gustan de la naturaleza, pues es una zona rocosa, pero la pequeña laguna hace que emerjan una serie de palmeras logrando crearse el típico oasis del desierto.  
Adicionalmente un arroyuelo baja de la sierra, por lo que corre agua fría y caliente casi en el mismo lugar, aunque hay temporadas en las que no está. Pero frecuentemente aguas arriba del arroyuelo, se encuentra pequeñas piscinas naturales o pozas. El lugar es frecuentemente visitados por turistas extranjeros, y muchos de ellos en motocicleta.  